# Shane Lowry (golfista)
Shane Lowry (Clara, 2 aprile 1987) è un golfista irlandese.
Il suo miglior risultato in carriera è la vittoria di un torneo major, l’Open Championship 2019.

## Carriera
Nel 2007 vinse l’Irish Amateur Close. Da amatore trionfò, nel maggio del 2009, all’Irish Open: fu un risultato straordinario, dato che solo due amatori erano riusciti ad ottenere un titolo dello European Tour. Entrò così nella classifica mondiale al numero 168.
La settimana dopo diventò professionista, ma l’inizio non fu semplice, poiché non passò il taglio nei primi tre tornei. A novembre, però, arrivò terzo al Dunlop Phoenix Tournament in Giappone ed a gennaio 2010 raggiunse la quarta posizione all’Abu Dhabi Golf Championship, nonché la top 100 del ranking mondiale. A luglio partecipò al suo primo major, l’Open Championship: durante le qualificazioni a Sunningdale mise a segno un punteggio di 62, eguagliando il record di Nick Faldo. All’Open passò il taglio e terminò 37°.
La prima vittoria da professionista arrivò nel 2012, quando superò Ross Fisher ai Portugal Masters. Nel 2014 guadagnò un secondo posto al BMW PGA Championship ed un nono posto all’Open Championship, mentre nel 2015 tornò al successo, battendo di due colpi Bubba Watson al Bridgestone Invitational dei World Golf Championships. Da allora cominciò a giocare anche nel PGA Tour.
Sfiorò la vittoria di un major allo U.S. Open 2016: primo con un vantaggio di tre colpi al termine del penultimo giro, all’ultimo giro fece tuttavia sette bogey a fronte di un birdie e terminò secondo a pari merito con Jim Furyk e Scott Piercy, alle spalle di Dustin Johnson.
Dopo due secondi posti nello European Tour tra 2017 e 2018, vinse l’Abu Dhabi Golf Championship 2019. A luglio seguì una vittoria di grande prestigio all’Open Championship, dove si impose con un distacco di sei colpi su Tommy Fleetwood.

## Vittorie professionali (6)

### PGA Tour vittorie (2)
| Legenda                      |
| Tornei Major (1)             |
| World Golf Championships (1) |
| Altri PGA Tour (0)           |

| No. | Data           | Torneo                       | Punteggio di vittoria | To par | Margine | Secondo         |
| --- | -------------- | ---------------------------- | --------------------- | ------ | ------- | --------------- |
| 1   | 9 agosto 2015  | WGC-Bridgestone Invitational | 70-66-67-66=269       | −11    | 2 colpi | Bubba Watson    |
| 2   | 21 luglio 2019 | The Open Championship        | 67-67-63-72=269       | −15    | 6 colpi | Tommy Fleetwood |

### European Tour vittorie (6)
| Legenda                      |
| Tornei Major (1)             |
| World Golf Championships (1) |
| Rolex Series (2)             |
| Altri European Tour (2)      |

| No. | Data              | Torneo                       | Punteggio di vittoria | To par | Margine | Secondo                |
| --- | ----------------- | ---------------------------- | --------------------- | ------ | ------- | ---------------------- |
| 1   | 17 maggio 2009    | 3 Irish Open (come amatore)  | 67-62-71-71=271       | −17    | Playoff | Robert Rock            |
| 2   | 14 ottobre 2012   | Portugal Masters             | 67-70-67-66=270       | −14    | 1 colpo | Ross Fisher            |
| 3   | 9 agosto 2015     | WGC-Bridgestone Invitational | 70-66-67-66=269       | −11    | 2 colpi | Bubba Watson           |
| 4   | 19 gennaio 2019   | Abu Dhabi HSBC Championship  | 62-70-67-71=270       | −18    | 1 colpo | Richard Sterne         |
| 5   | 21 luglio 2019    | The Open Championship        | 67-67-63-72=269       | −15    | 6 colpi | Tommy Fleetwood        |
| 6   | 11 settembre 2022 | BMW PGA Championship         | 66-68-65=199*         | −17    | 1 colpo | Rory McIlroy, Jon Rahm |

*Note: Il campionato BMW PGA 2022 è stato ridotto a 54 buche a causa del funerale della regina Elisabetta II.
European Tour playoff record (1–0)
| No. | Anno | Torneo                      | Sfidante    | Risultato                           |
| --- | ---- | --------------------------- | ----------- | ----------------------------------- |
| 1   | 2009 | 3 Irish Open (come amatore) | Robert Rock | Vinto con par alla terza buca extra |

## Tornei Major

### Vittorie (1)
| Anno | Campionato            | 54 buche           | Punteggio di vittoria | Margine | Secondo         |
| ---- | --------------------- | ------------------ | --------------------- | ------- | --------------- |
| 2019 | The Open Championship | 4 colpi dal leader | −15 (67-67-63-72=269) | 6 colpi | Tommy Fleetwood |

## World Golf Championships

### Vittorie (1)
| Anno | Campionato                   | 54 buche           | Punteggio di vittoria | Margine | Secondo      |
| ---- | ---------------------------- | ------------------ | --------------------- | ------- | ------------ |
| 2015 | WGC-Bridgestone Invitational | 2 colpi di deficit | −11 (70-66-67-66=269) | 2 colpi | Bubba Watson |